# Lyelliana pristina
Lyelliana pristina là một loài bướm đêm trong họ Geometridae.